# 宇田鋼之介
宇田 鋼之介（うだ こうのすけ、1966年 - ）は、日本の男性アニメーション演出家、アニメーション監督。静岡県生まれ。東京デザイン専門学校アニメーション科卒業。フリーとして東映アニメーションで活動していた。現在はMAPPAを中心に活動中。

## 来歴
中学時代は映画に没頭し、8mmフィルムで映像制作などをして過ごす。電気を学ぶ為工業高校に進学後、歴史への興味が強くなり史学科志望に転向したが大学受験に失敗。それでも合格した大学はあったが進学せず呆然とした日々を過ごす中、創作と絵を描くことが好きだったことや、映像制作、同人誌制作などの経験からアニメ業界を志し、両親を説得して東京デザイン専門学校に入学。
専門学校入学後は勉強に勤しむ傍ら『戦え!超ロボット生命体トランスフォーマー』の動画トレスのアルバイトをやりつつ、専門学校の仲間と共に自主制作作品に取り組む。この自主制作で監督を務めたことから演出という仕事やプロの現場への思いが強くなる。その自主制作の様子を見ていた専門学校の講師に誘われ、在学中のまま制作会社に入社。初仕事となった「ほのぼのレイク」CMアニメの制作進行などをこなすのち、会社社長から東映動画（現・東映アニメーション）出向の話を受け合作長編アニメ『トランスフォーマー ザ・ムービー』制作班に演出助手として配属。制作終了後、同作の日本側制作総指揮であった森下孝三から誘いを受けパイロット作品の制作進行・演出助手を担当。そのまま『トランスフォーマー シーズン3』の制作進行に組み込まれ、東映動画に残留。『悪魔くん』参加時に佐藤順一の仕事に衝撃を受け、彼の下で研鑽を積み『きんぎょ注意報』で演出デビュー。
1999年6月にテレビアニメ『ONE PIECE』のシリーズディレクターに就任。10月の放送まで脚本もデザインも決まってない中短期間で下準備と第1話・OPを制作。初代シリーズディレクターとして6年間務め、宇田の代表作となった。この他、監督作品の『虹色ほたる 〜永遠の夏休み〜』ではCGを用いず伝統的な手描きアニメの手法を採用する。一方で、『マジンボーン』では2DパートとCGパートを分けCGパートコンテに特撮作品のコンテを担当しているなかの☆陽を起用するなど表現手法にも拘る。

## 人物
作品制作においては各登場人物の性格、成績、家族構成や幼少期の過ごし方などといった、ストーリーに直接関係しないかもしれない部分の設定を考えている。このスタイルを採った理由の一つとして小説『赤毛のアン』におけるキャラクター描写に衝撃を受けたことを挙げている。
好きだった作品に『宇宙戦艦ヤマト』『銀河鉄道999』、影響を受けた作品に『スターウォーズ』や『ジョーズ』、『羊たちの沈黙』を挙げている。
演出助手時代、仕事への情熱を失い業界を辞めようとしたことがある。この時同じく退職を考えていた同僚の五十嵐卓哉から「佐藤順一という人がすごい。この人のもとでもう少し続けたい。」という話を聞く。当時の宇田は自分の関わった作品しか視聴しなくなっていた為、五十嵐の話で佐藤の存在を初めて知った。その矢先に佐藤がシリーズディレクターを務める『悪魔くん』班に配属。佐藤の仕事が宇田の理想に近かったことから彼の弟子を自称し手腕を盗むことに必死になった。また、同じ班にいた五十嵐や幾原邦彦、佐々木憲世などの同年代のスタッフからも互いに刺激しあい切磋琢磨する日々を送ったことも「幸運だった」と宇田は語っている。その後、演出を1本できたら心置きなく辞めようと思い『きんぎょ注意報』の演出に臨むが、編集や音楽付け、アフレコの進め方に至るまでイメージしていたものとかけ離れていたことに悔しさを感じ業界に留まることを決めた。この時のことを宇田自身は「ベストの尽くし方がヘタクソだった」と振り返っている。

## 参加作品

### テレビアニメ
1984年
- 戦え!超ロボット生命体トランスフォーマー（1984年 - 1986年、動画トレス）

1986年
- 戦え!超ロボット生命体トランスフォーマー2010（1986年 - 1987年、制作進行）

1987年
- トランスフォーマー ザ☆ヘッドマスターズ（1987年 - 1988年、演出助手・制作進行）

1988年
- トランスフォーマー 超神マスターフォース（1988年 - 1989年、演出助手・制作進行）

1989年
- 戦え!超ロボット生命体 トランスフォーマーV（演出助手・制作進行）
- 悪魔くん （1989年 - 1990年、演出助手）

1990年
- もーれつア太郎（演出助手）

1991年
- きんぎょ注意報（1991年 - 1992年、演出・演出助手・製作進行）

1992年
- 南国少年パプワくん（絵コンテ・演出）※林一男名義
- 美少女戦士セーラームーン （1992年 - 1993年、演出・演出助手・製作進行）

1993年
- 美少女戦士セーラームーンR（1993年 - 1994年、演出・演出助手・製作進行）

1994年
- 美少女戦士セーラームーンS（1994年 - 1995年、演出・演出助手・製作進行）

1995年
- 美少女戦士セーラームーンSuperS（1995年 - 1996年、演出・演出助手・製作進行）

1996年
- ゲゲゲの鬼太郎 （1996年 - 1998年、演出）

1997年
- 金田一少年の事件簿 （1997年 - 1999年、絵コンテ・演出）

1998年
- まもって守護月天!（1998年 - 1999年、演出）

1999年
- 下級生（演出）
- ONE PIECE （1999年 - 2006年、シリーズディレクター・絵コンテ・演出）

2005年
- Xenosaga THE ANIMATION（OP演出）

2006年
- エア・ギア（演出）
- 貧乏姉妹物語（演出）
- 銀色のオリンシス（絵コンテ）

2007年
- ラブ★コン（シリーズディレクター）
- はたらキッズ マイハム組 （2007年 - 2008年、演出）
- 金田一少年の事件簿スペシャル「吸血鬼伝説殺人事件」（監督）

2011年
- トリコ（2011年 - 2014年、演出）

2012年
- 銀河へキックオフ!!（2012年 - 2013年、監督）

2013年
- たまゆら 〜もあぐれっしぶ〜（絵コンテ・演出）

2014年
- 弱虫ペダル（絵コンテ）
- マジンボーン （2014年 - 2015年、シリーズディレクター）

2015年
- WASIMO（演出）
- ワールドトリガー（絵コンテ・演出）
- ONE PIECE 〜アドベンチャー オブ ネブランディア〜（監督）

2016年
- DAYS（監督・シリーズ構成・絵コンテ・演出・OP絵コンテ・OP演出）
- タイムカプセル+（監督）
- ユーリ!!! on ICE（絵コンテ）

2017年
- 女川中バスケ部 5人の夏（監督）
- 賭ケグルイ（演出）
- ONE PIECE エピソードオブ東の海 〜ルフィと4人の仲間の大冒険!!〜（絵コンテ）
- Dies irae（絵コンテ）

2018年
- BANANA FISH（絵コンテ・演出）
- ONE PIECE エピソードオブ空島（総監督）
- 火ノ丸相撲（2018年 - 2019年、総監督・シリーズ構成・音響監督・絵コンテ・演出）
- ゾンビランドサガ（絵コンテ・演出）

2020年
- LISTENERS リスナーズ（絵コンテ・演出）
- 恋とプロデューサー〜EVOL×LOVE〜（副監督・絵コンテ・演出）
- 体操ザムライ（絵コンテ・演出）

2021年
- ゾンビランドサガ リベンジ（絵コンテ）
- RE-MAIN（演出）
- デジモンゴーストゲーム（2021年 - 2023年、絵コンテ）

2024年
- らんま1/2（2024年版）（監督・音響監督・絵コンテ・演出）

### 劇場アニメ
1986年
- トランスフォーマー ザ・ムービー（演出助手）

1995年
- 美少女戦士セーラームーンSuperS セーラー9戦士集結!ブラック・ドリーム・ホールの奇跡（助監督）

1998年
- 銀河鉄道999 エターナル・ファンタジー（監督）

2003年
- ONE PIECE THE MOVIE デッドエンドの冒険（監督）

2006年
- ONE PIECE THE MOVIE カラクリ城のメカ巨兵（監督）

2012年
- 虹色ほたる 〜永遠の夏休み〜（監督）

2025年
- 劇場版『ゾンビランドサガ ゆめぎんがパラダイス』（総監督）

### OVA
1990年
- 天上編 宇宙皇子（助監督）

### Webアニメ
2020年
- 麻辣女配 スパイシーガール（総監督・音響監督）